# James Johnson (Politiker, 1855)

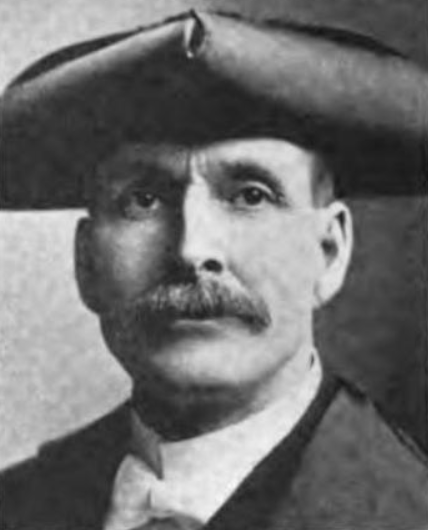
James Johnson (1914)

James Johnson (* 18. November 1855 in Mitchell, Provinz Kanada, heute: Ontario; † 6. Februar 1929 in Boissevain, Manitoba) war ein kanadischer Politiker der Progressive Conservative Party of Manitoba, der unter anderem zwischen 1897 und 1916 Mitglied der Legislativversammlung von Manitoba sowie von 1904 bis 1916 deren Sprecher war.

## Leben
James Johnson, Sohn von John und Martha Johnson, besuchte die öffentliche Schule in Mitchell und bewirtschaftete anschließend von 1877 bis 1882 einen Bauernhof in Fullerton Township bei Perth Company, Ontario. Anschließend zog er nach Manitoba und begann in der Nähe von Boissevain mit der Landwirtschaft, wo er sich auch als Präsident der Boissevain Land Company engagierte. Er war Mitglied der Freimaurer sowie Mitglied und von 1887 bis 1888 auch Vogt (Reeve) der Gemeinde Riverside. Später war er Mitglied des Rates sowie als Nachfolger von James Sinclair Reekie 1897 Vogt der Gemeinde Morton und zeitweise auch Mitglied des Rates von Boissevain.
Nach dem Tode des bisherigen Abgeordneten John Hettle am 20. September 1897 wurde Johnson bei der dadurch erforderlichen Nachwahl im Wahlkreis „Turtle Mountain“ am 27. November 1897 erstmals Mitglied der Legislativversammlung von Manitoba und gehörte dieser nach seinen Wiederwahlen am 7. Dezember 1899, 20. Juli 1903, 7. März 1907, 11. Juli 1910 und 10. Juli 1914 bis zu seiner Wahlniederlage gegen George William McDonald am 6. August 1915 an, wobei er zunächst parteiloser Konservativer war und später der Conservative Party of Manitoba angehörte. In der konservativen Provinzregierung von Premierminister Hugh John Macdonald übernahm er zwischen dem 10. Januar und dem 29. Oktober 1900 den Posten als Minister ohne Geschäftsbereich.
Am 7. Januar 1904 wurde James Johnson als Nachfolger von William Hespeler Sprecher der Legislativversammlung (Speaker) und bekleidete das Amt des Parlamentspräsidenten bis zur konstituierenden Sitzung nach der Wahl vom 6. August 1915 am 6. Januar 1916, woraufhin James Bryson Baird ihn ablöste.
Aus seiner 1879 mit Susannah Olver (1855–1932) aus Mitchell, Ontario, geschlossenen Ehe gingen die drei Söhne Edwin Thomas Johnson (1880–1968), John Bainbridge Johnson (1884–?) und Albert Olver Johnson (1891–?).  Nach seinem Tode am 6. Februar 1929 an den Folgen einer Grippe und wurde auf dem Friedhof von Boissevain beigesetzt.

## Hintergrundliteratur
- J. P. Robertson: A Political Manual of the Province of Manitoba and the North-West Territories, Call Printing Company, Winnipeg 1887
- Prof. George Bryce: A History of Manitoba. Its Resources and People, The Canadian History Company, Toronto 1906
- F. H. Schofield: The Story of Manitoba, The S. J. Clarke Publishing Company, Winnipeg 1913
- Pioneers and Prominent People of Manitoba, Canadian Publicity Company, Winnipeg 1925